# Gustavo Sedano
Gustavo Sedano Aranda (6 de marzo de 1974 en Guadalajara, Jalisco, México) es un futbolista mexicano retirado que jugaba en la posición de portero. Jugó para el Club Deportivo Guadalajara.
Surgió de las fuerzas básicas del Club Deportivo Guadalajara, después de participar en Segunda División con el equipo Chivas Rayadas, se incorporó al primer equipo como tercer portero en el año 1996.
Debutó el 22 de febrero de 1998 en el empate 1-1, entre el Guadalajara y el Club León, conservando al titularidad en el equipo el resto de la temporada. Ese mismo año participó en la Copa Libertadores, cuando Chivas fue uno de los primeros equipos de México en ser invitado por la CONMEBOL a disputar el torneo sudamericano.
Para el torneo Verano 2001 es traspasado a Tigrillos Saltillo, después pasa al primer equipo de Tigres de la Universidad Autónoma de Nuevo León y en 2003 llega a Lagartos de Tabasco donde estuvo como titular durante 31 juegos. En 2005, por medio año, se desempeñó como reserva en el Querétaro Fútbol Club.
Tiempo después, ese mismo 2005 fichó con el club Dorados de Sinaloa pero no tuvo participación con el equipo y para 2007 pasa al Club Tijuana donde jugaría 1 partido y finalmente se retiraría.